# Demonax trudae
Demonax trudae là một loài bọ cánh cứng trong họ Cerambycidae.